# هینتسنبورگ
هینتسنبورگ (به آلمانی: Hinzenburg) یک شهر در آلمان است که در تریر-زاربورگ واقع شده‌است. هینتسنبورگ ۱۳۳ نفر جمعیت دارد.